# Макроэкономические показатели
Макроэкономи́ческий индика́тор (макроэкономический показатель) — числовой показатель, применяемый в макроэкономике, служащий для отражения экономического состояния. Понятие макроэкономического индикатора непосредственно связано с концепцией экономических циклов в экономической теории. Согласно экономической теории экономика развивается неравномерно, экономический рост происходит циклически.
В зависимости от рынка, от страны, от региона могут использоваться различные макроэкономические индикаторы. Принято оценивать следующие сферы экономики:
- рынок благ — показатели экономического роста. ВВП, ВВП на душу населения, ВНП, производительность труда и иные показатели системы национальных счетов;
- рынок труда[1] — используются показатели уровня занятости, безработицы;
- рынок денег[2] — показатели инфляции: темпы инфляции, денежные агрегаты, оценка кредитно-денежной политики правительства, политики центральных банков стран;
- валютные рынки — соотношения курсов валют: политика монетарных властей на валютных рынках, например, валютные интервенции, то есть когда национальный центральный банк начинает покупать или продавать ту или иную валюту в целях стабилизации валютного курса и поддержания определённого уровня денежной массы в экономике страны;
- рынок ценных бумаг — показатели капитализации рынка акций (облигаций) и отношение этой величины к ВВП, показатели ликвидности рынка, которые, как правило привязываются к обороту того или иного финансового инструмента, либо к отношению оборота к капитализации.